# Campus des Nations unies à Bonn

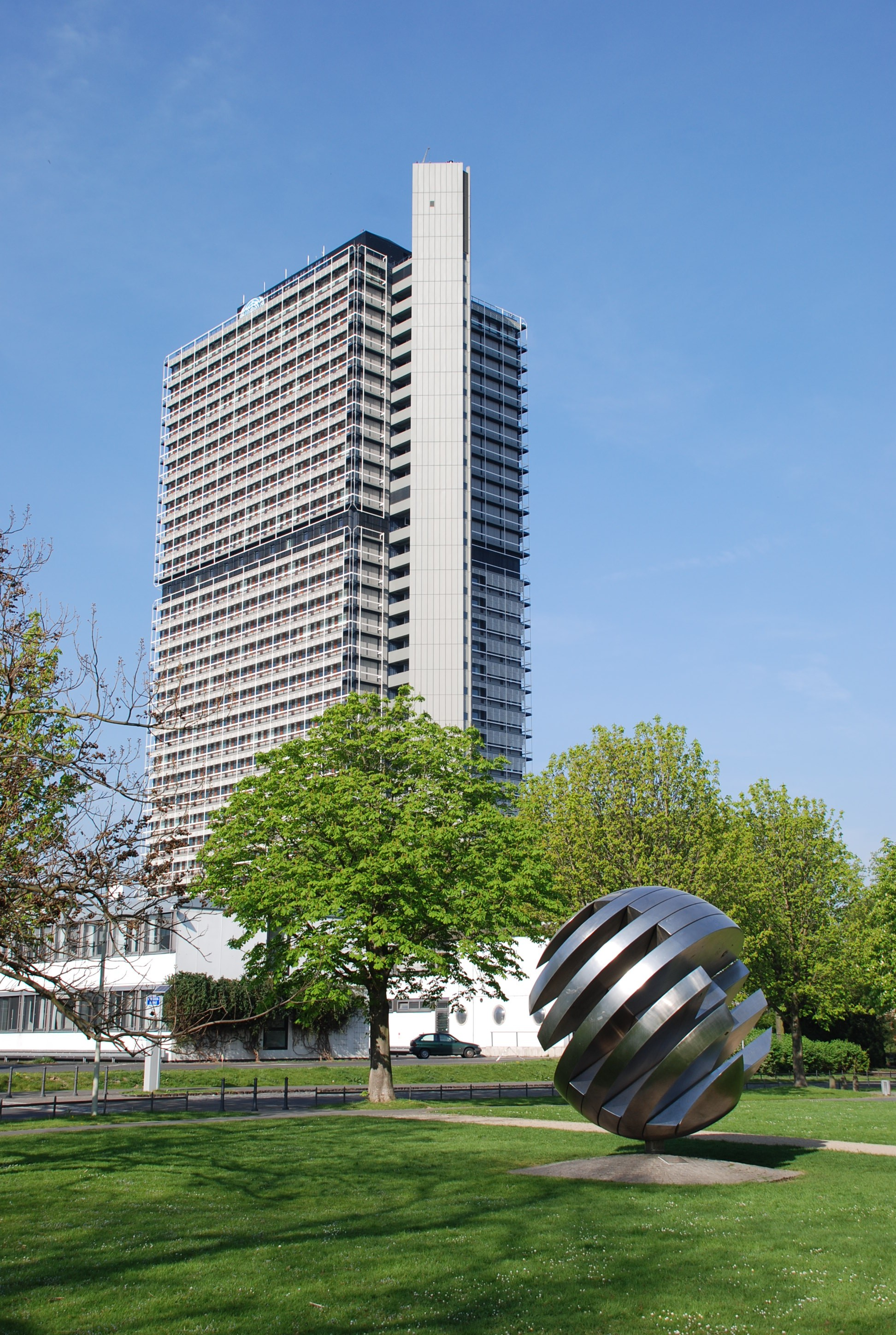
La tour Langer Eugen, ancien immeuble de bureaux pour les membres du Bundestag, appartient au campus des Nations unies.

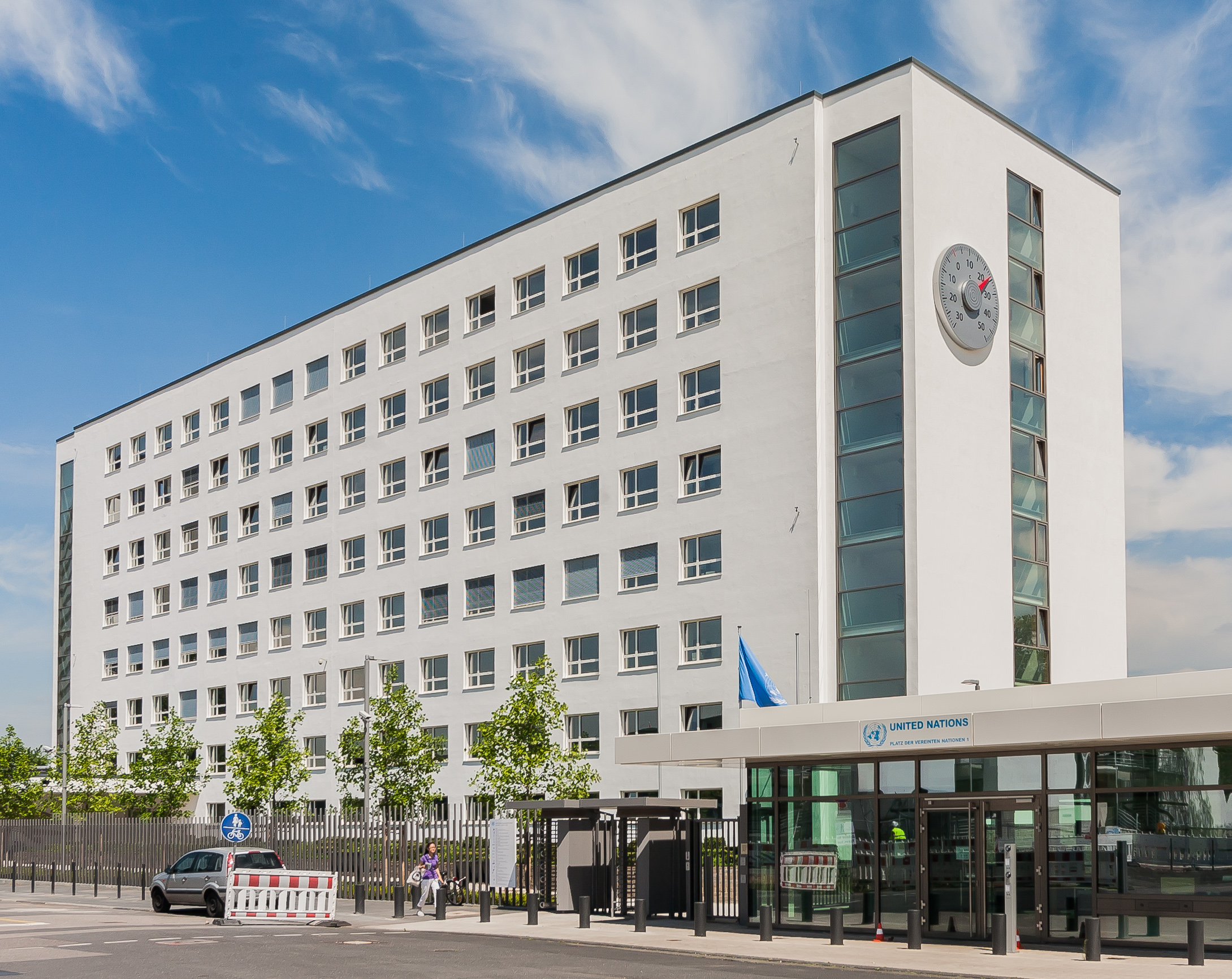
L', abritant le bureau du secrétaire de la CNUCC.

Le campus des Nations unies est un site de Bonn (Allemagne) où siègent 18 institutions affiliées à l'Organisation des Nations unies. Il est inauguré en juillet 2006 par le secrétaire général Kofi Annan et la chancelière fédérale Angela Merkel. Il a été agrandi en 2013, et devrait intégrer un nouveau bâtiment avant 2020.
Ainsi, Bonn est en outre le siège de la convention-cadre des Nations unies sur les changements climatiques et de la plateforme intergouvernementale scientifique et politique sur la biodiversité et les services écosystémiques.